# Katedrála v Elginu
Katedrála Nejsvětější Trojice v Elginu (anglicky Holy Trinity Cathedral in Elgin, skotskou gaelštinou: Cathair-eaglais na Trianaid ann an Eilginn) je zřícenina katolické katedrály ze 13. století ve skotském Elginu, kde v letech 1224–1560 sídlil biskup. Byla známá jako „maják severu“. V roce 1971 byla zřícenina zařazena v Listed building do kategorie A a od roku 1994 je chráněnou památkou scheduled monument.

## Historie
Dne 7. dubna 1206 papež Inocenc III. souhlasil s přesunem biskupského sídla ze Spynu do Elginu. Zakladatelem nové katedrály v Elginu byl král Alexandr II. Požár katedrály v roce 1270 vedl k její rozsáhlé přestavbě a rozšíření. Dne 17. června 1390 byla katedrála spolu s osmnácti domy kanovníků a kaplanů vypálena Alexandrem Stewartem, hrabětem z Buchanu; byla to pomsta za jeho exkomunikaci biskupem Alexanderem Burem. Téměř okamžitě byla zahájena obnova. Další rozšíření katedrály proběhlo v letech 1482 až 1501.
První katedrála byla postavena na počátku 13. století na půdorysu kříže. Ve druhé polovině 13. století byl kostel rozšířen. Jeho délka činila přibližně 85 metrů. V této fázi byla přistavěna osmiboká kapitulní síň. Do lodi vedly tři brány, včetně největší centrální procesní brány. V západním průčelí katedrály se nacházejí dvě vysoké věže, pocházející z první fáze výstavby. Kněžiště bylo z větší části vybudováno na konci 13. století, pouze v severní stěně jsou patrné zbytky prvního kostela. V blízkosti katedrály se nachází tzv. biskupský dům, který byl pravděpodobně sídlem správce katedrálního kůru.
V roce 1567 byla odstraněna olověná střešní krytina a katedrála chátrala. V roce 1615 byla stavba ještě z velké části neporušená, ale zimní bouře strhla střechu pokrývající východní část. Na jaře roku 1711 se zřítila centrální věž nad křížením transeptu s lodí a strhla s sebou stěny lodi. Přestože katedrála v roce 1689 oficiálně přešla z rukou církve do vlastnictví koruny, pro její záchranu nebylo podniknuto nic. Zničenou katedrálu využívali obyvatelé Elginu jako zdroj stavebního materiálu. Teprve v roce 1824 vypracoval královský architekt Robert Reid plán na stabilizaci budovy. Zabezpečení ruin katedrály před dalším chátráním a zřícením začalo až na počátku 20. století; práce pokračují dodnes. V letech 1988–2000 byly provedeny významné opravy obou západních věží a přístavba vyhlídkové plošiny na vrcholu severní věže.

## Galerie

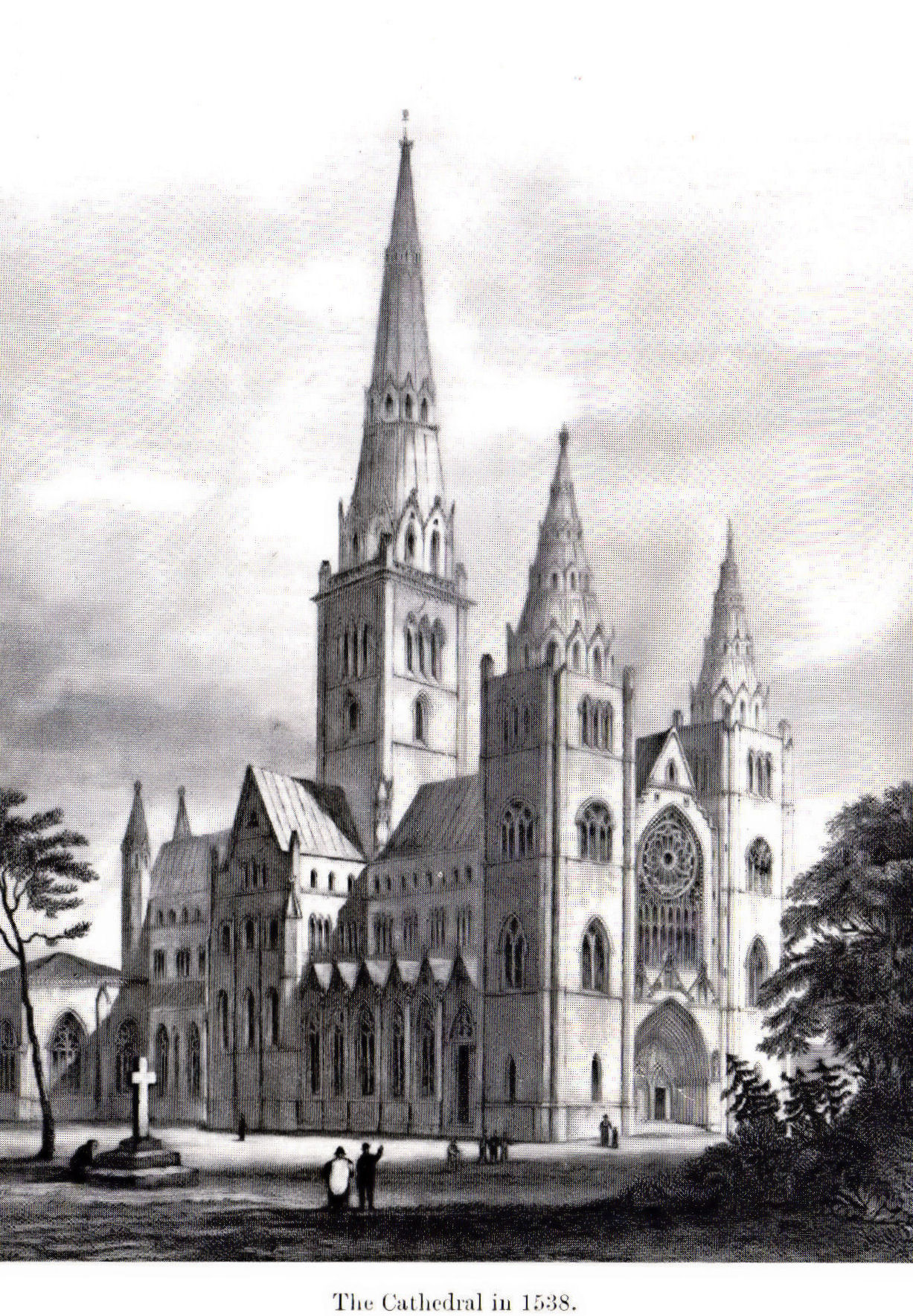
Pohled na katedrálu před zničením
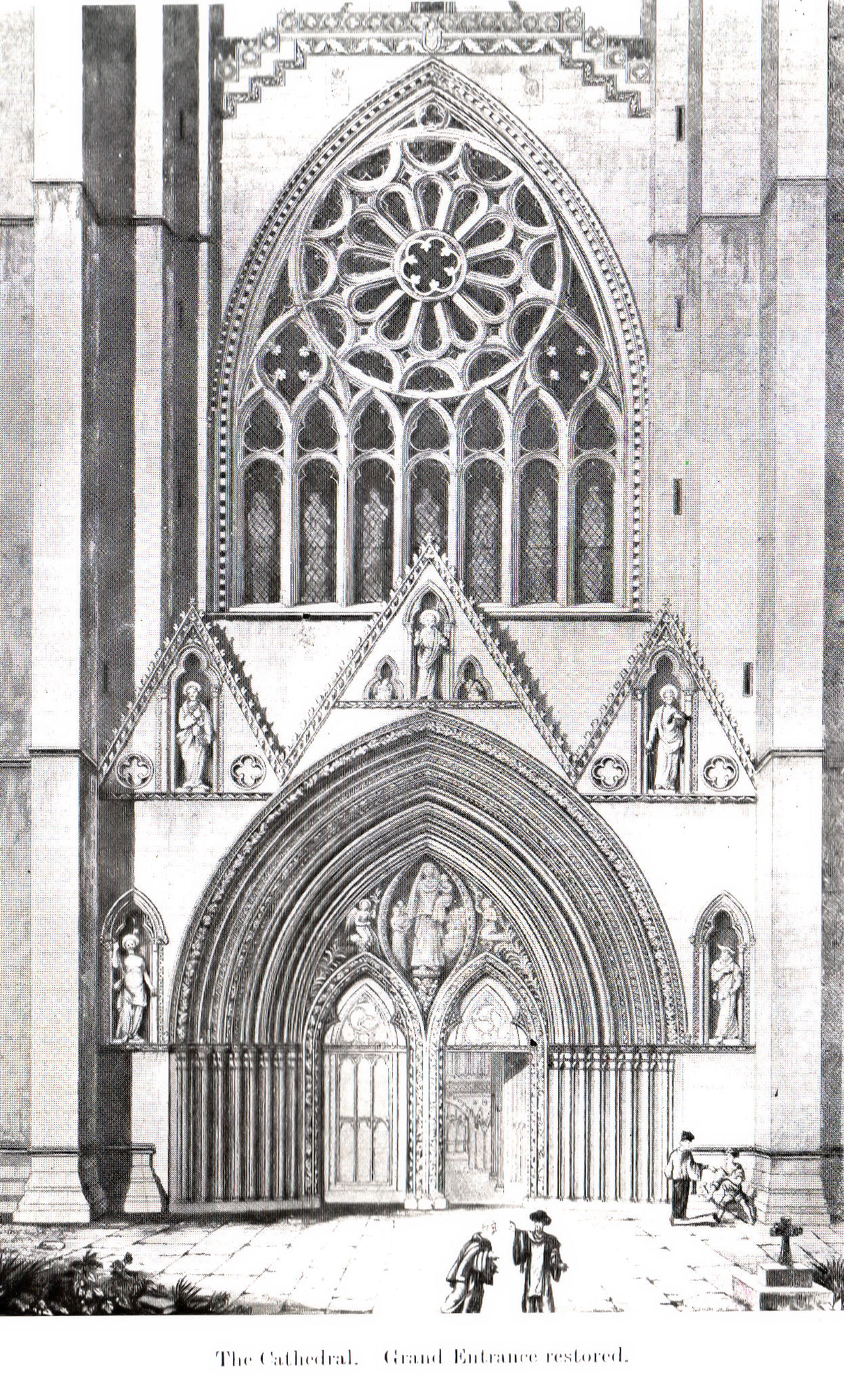
Hlavní portál před zničením
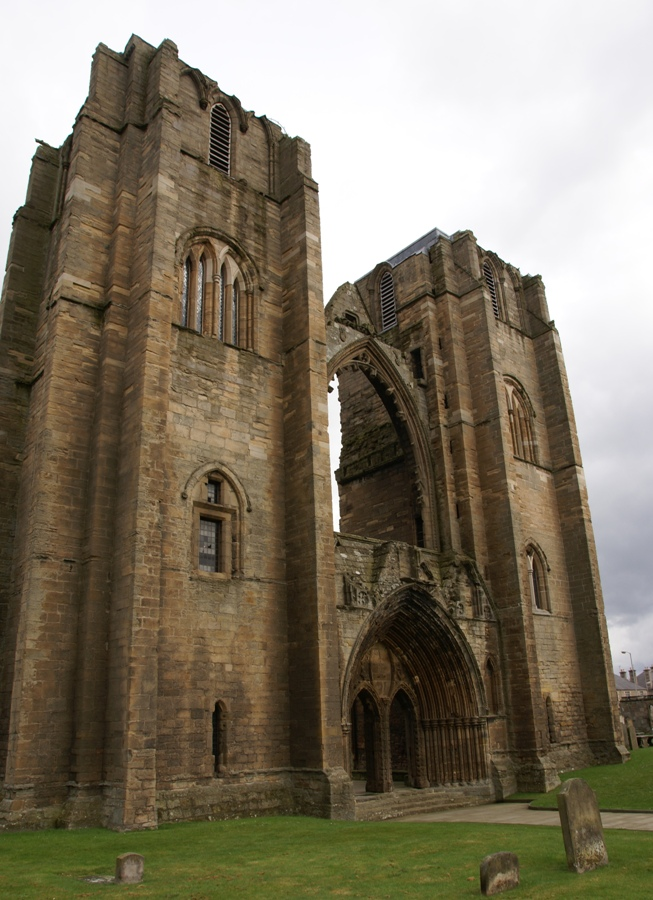
Hlavní (západní) vstup v roce 2008
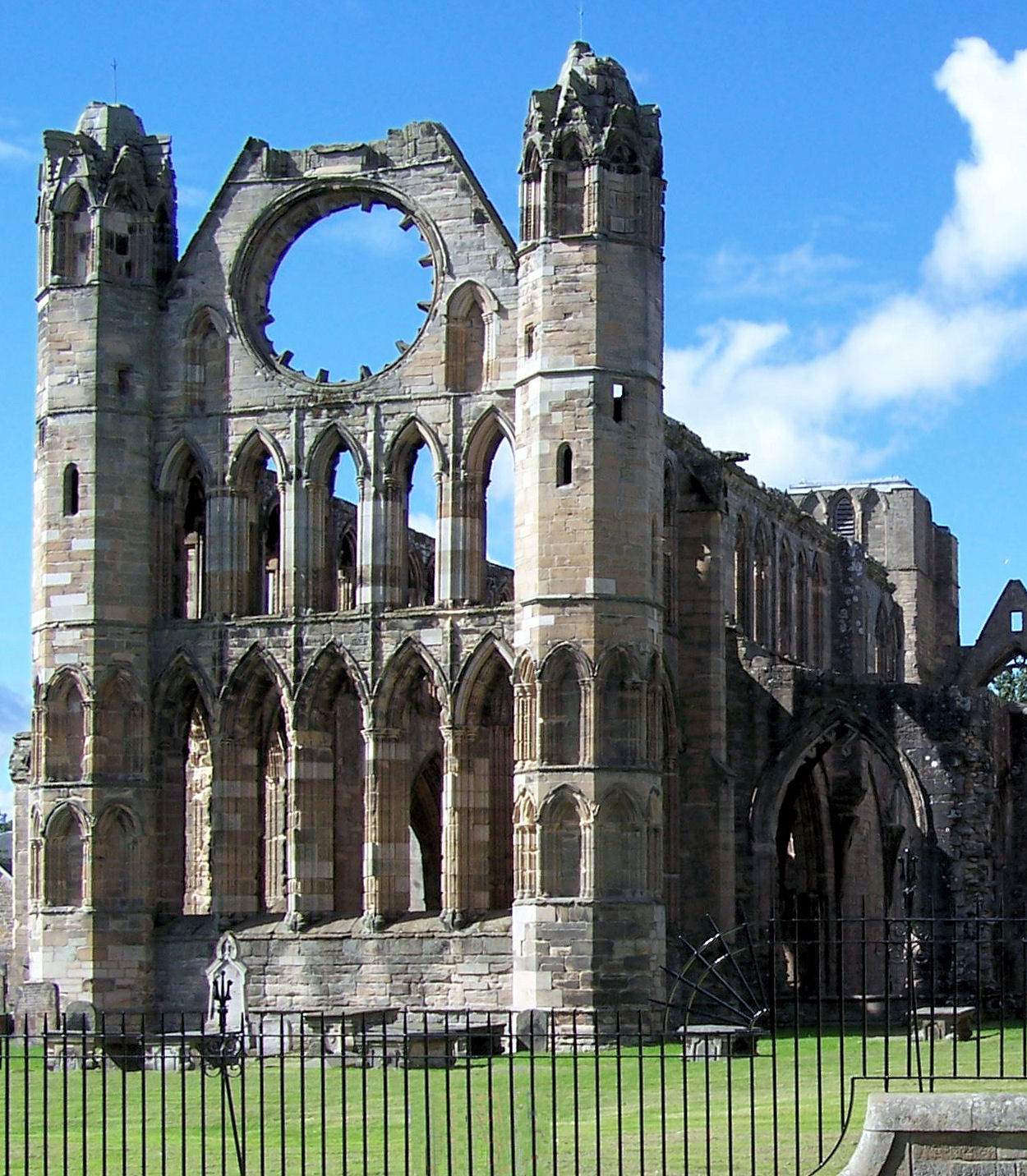
Východní věže
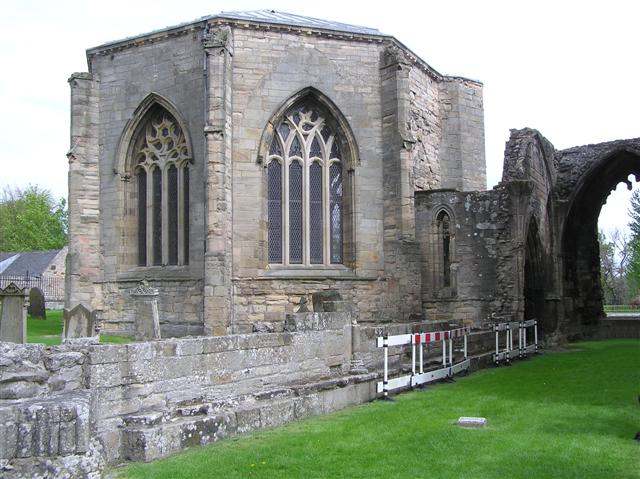
Osmiboká kapitulní síň
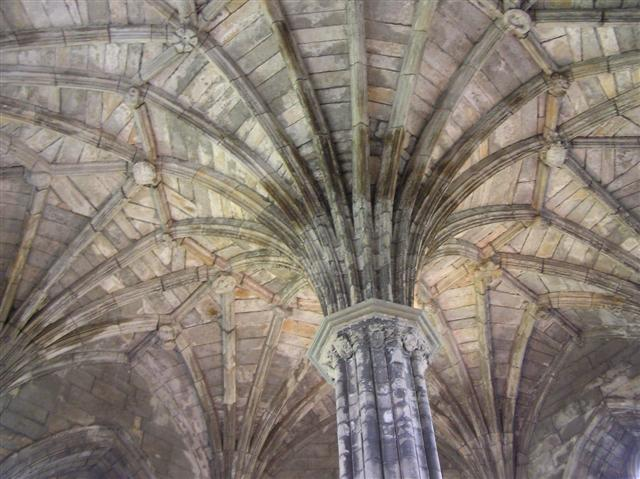
Strop v kapitulní síni
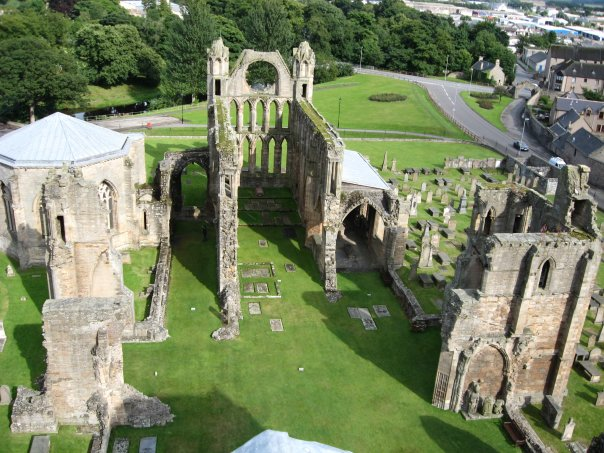
Pohled z ptačí perspektivy
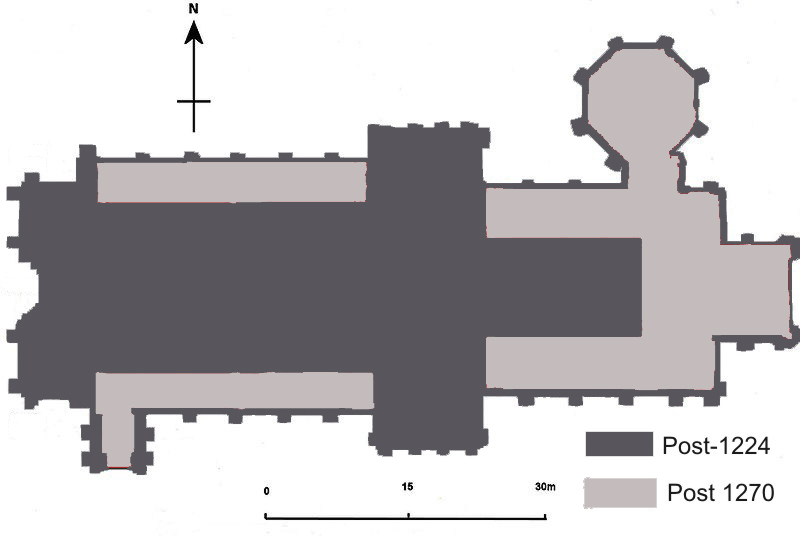
Půdorys katedrály z let 1224–1270